# Мост Гонконг — Чжухай — Макао
Мост Гонконг — Чжухай — Макао, или мост Сянган — Чжухай — Аомынь (кит. упр. 港珠澳大桥) — комплекс, состоящий из серии мостов и подводных тоннелей, которые пересекают дельту Жемчужной реки, а также подъездных эстакад и пунктов пропуска. Мосты и тоннели соединяют между собой Гонконг, Чжухай и Макао — крупнейшие города региона. Государственная корпорация China Communications Construction начала строительство в декабре 2009 года, последняя опора моста была установлена в июне 2016 года, крупнейший тоннель был закончен в мае 2017 года, а основная часть моста — в июле 2017 года.
Из 55 км общей протяжённости 38 км приходится на мосты. Длина основной части моста составляет 29,6 км, включая 6,7-километровый подводный туннель, 22,9-километровый главный мост и три секции вантовых мостов с пролётами длиной от 280 до 460 метров. Мост в форме латинской буквы «Y» позволил сократить время в пути между Гонконгом и Чжухаем с трёх часов до 30 минут.

## История
В сентябре 2002 года было принято решение провести исследование на предмет целесообразности строительства моста между Гонконгом и Чжухаем. В январе 2003 года исследование поручили Институту транспорта, который закончил работы в июле 2003 года. Отчёт указал на слабость наземных транспортных связей и большой объезд, который автомобили совершали через мост Хумэнь.
В августе 2003 года Государственный совет КНР дал согласие на создание рабочей группы из представителей правительств Гуандуна, Гонконга и Макао.
В феврале 2004 года рабочая группа уполномочила Китайский институт планирования и проектирования автострад подготовить технико-экономическое обоснование для будущего моста. Офис проекта расположился в Гуанчжоу, откуда координировал все работы и обмен информацией. В августе 2006 года был согласован вариант комбинированного пути с мостами и тоннелями.
Проект строительства моста Гонконг — Чжухай — Макао был окончательно одобрен властями в феврале 2008 года. В августе 2008 года правительства Китая, Гуандуна, Гонконга и Макао согласились профинансировать 42 % общих затрат на строительство моста, а оставшиеся 58 % покрыть с помощью кредитов от Bank of China. Однако в марте 2009 года условия изменились: правительства согласились финансировать 22 % общих затрат, а консорциум банков во главе с Bank of China — оставшиеся 78 %.
В декабре 2009 года в присутствии вице-премьера Ли Кэцяна состоялась церемония закладки чжухайской секции. Строительство гонконгского участка задержалось из-за протестов защитников окружающей среды и стартовало лишь в декабре 2011 года. Изначально планировалось сдать мост к 2016 году, но затем сроки были отодвинуты к концу 2017 года. Общая стоимость проекта по состоянию на 2012 год составляла 10,6 млрд долларов (стоимость только 12-километрового гонконгского участка к весне 2012 года подорожала на 50 % до 3,2 млрд долларов). По утверждению портала Hong Kong Free Press, строительство моста сопровождалось гибелью и многочисленными травмами рабочих.
В первой половине октября 2018 года открылось движение по мосту автобусов. 23 октября 2018 года состоялось официальное открытие моста в присутствии председателя КНР Си Цзиньпина.
По итогам 2023 года через контрольно-пропускной пункт, расположенный на мосту Гонконг — Чжухай — Макао, прошли более 16,3 млн человек и 3,26 млн транспортных средств. В 2023 году более 45 тыс. туристических групп из континентальной части Китая отправились по мосту в Гонконг и Макао. В то же время почти 10 млн жителей Гонконга и Макао отправились во внутренние районы страны по мосту. В 2023 году максимальный суточный пассажиропоток через мост достиг 115 тыс. человек.
12 февраля 2024 года мостовой контрольно-пропускной пункт Чжухай пересекли более 130 тыс. въезжающих и выезжающих пассажиров, что стало рекордным показателем с момента открытия данного КПП. С 10 по 12 февраля КПП Чжухай пересекли 310 тыс. въезжающих и выезжающих пассажиров и 41 тыс. автотранспортных средств.
31 марта 2024 года число въездов и выездов автомобилей через автодорожный КПП Чжухай на мосту Гонконг — Чжухай — Макао достигло рекордного показателя с момента открытия этого пункта пропуска, составив около 18,4 тыс. единиц-раз; 6 апреля 2024 года суточный транспортный поток через КПП составил 19,57 тыс. единиц-раз. По итогам 2024 года контрольно-пропускной пункт Чжухай на мосту пересекли более 27 млн въезжающих и выезжающих пассажиров, что на 72 % больше в годовом исчислении; мост пересекли более 5,55 млн въезжающих и выезжающих автотранспортных средств, что на 71 % больше, чем годом ранее (в том числе более 3 млн автотранспортных средств с номерами Сянгана и Аомэня).

## Структура

Схема моста

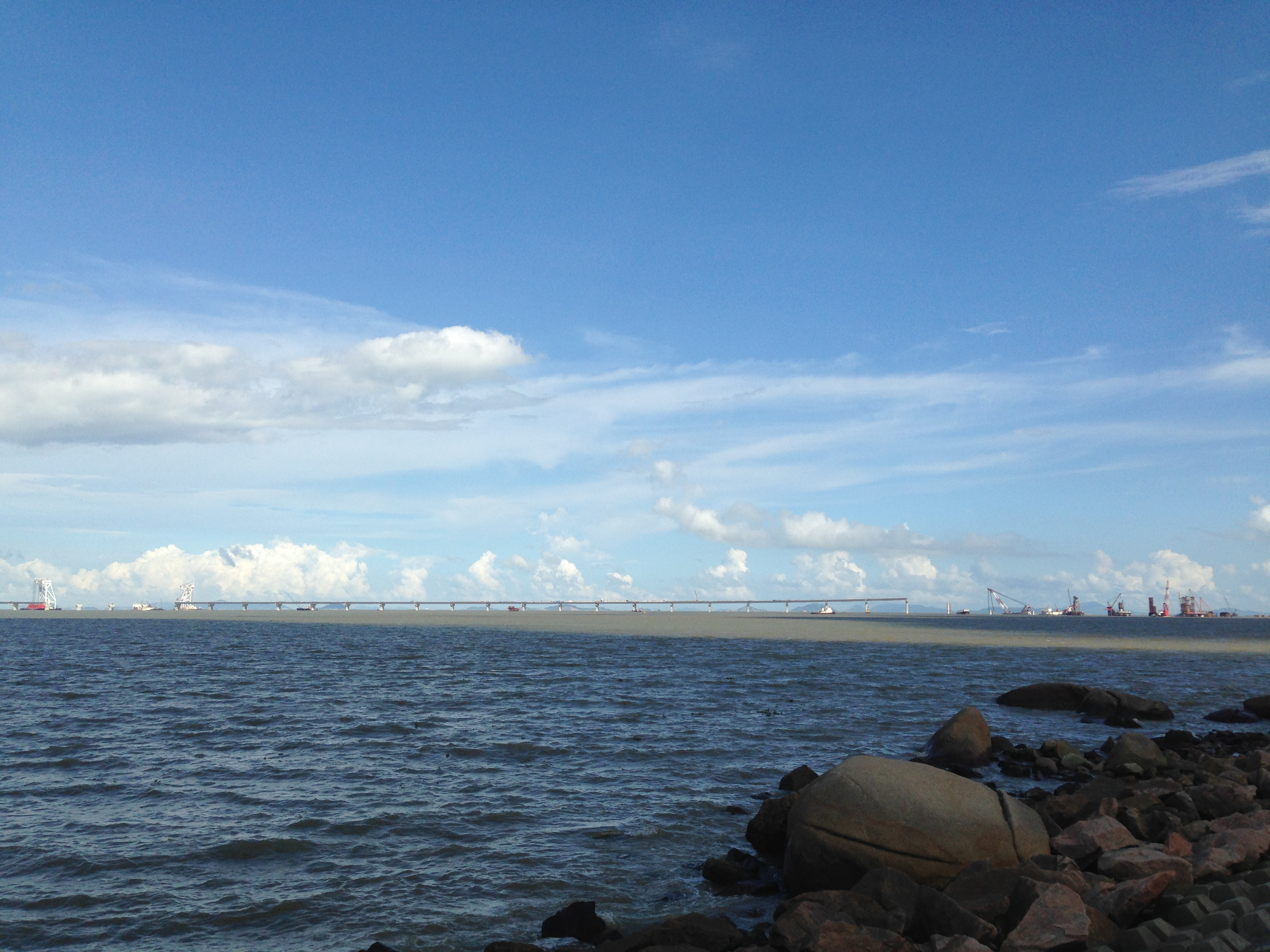
Строительство чжухайской секции моста (2014)

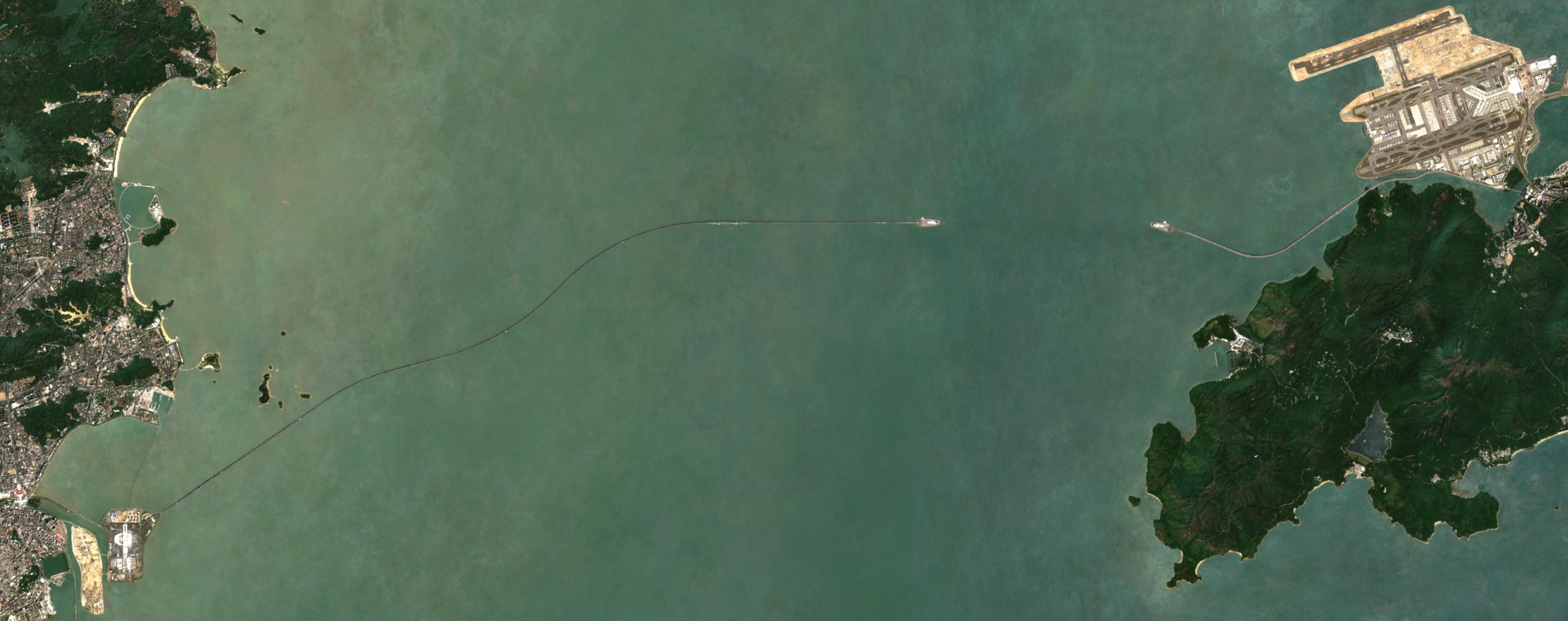
Спутниковый снимок (2022)

Мост Гонконг — Чжухай — Макао пересекает оживлённые каналы Линдин, Тонгу, Цинчжоу, Цзючжоу и Цзянхай, по которым морские суда, в том числе огромные контейнеровозы и нефтяные танкеры, следуют в порты Гонконга, Чжухая, Шэньчжэня и Гуанчжоу.
Основная часть моста имеет 29,6 км двойной трёхполосной проезжей части, которая включает 6,7-километровый подводный тоннель, проложенный между двумя искусственными островками, и три приподнятые над поверхностью воды секции (тоннель и три секции вантовых мостов с пролётами длиной от 280 до 460 метров потребовались для того, чтобы не мешать активному судоходству).
Тоннель расположен на глубине 48 метров, он проектировался с таким расчётом, чтоб выдерживать большое давление водных и грунтовых масс. Принимая во внимание трудные для строительства неустойчивые мягкие грунты и агрессивное морское окружение, только самые передовые проекты, обеспечивавшие выполнение всех требований к безопасности, допускались на конкурс. Расчетный срок эксплуатации тоннеля установлен в 120 лет.
Скорость движения по мосту и тоннелю ограничена 100 км в час. В западной точке мост выходит на искусственный остров Гонбэй, который связан пограничным переходом с территорией Макао (с выездами на мосты, ведущие в южную часть Макао, а также на скоростные автомагистрали G4W Гуанчжоу — Чжухай — Макао и G4 Пекин — Гонконг — Макао).
В восточной точке мост также выходит на искусственный остров возле Гонконгского аэропорта (чтобы сохранить окружающую среду, трасса проходит по 12,4-километровой эстакаде, проложенной вдоль пролива, отделяющего остров Лантау от острова Чхеклапкок).
С восточного острова имеется два съезда: один по мосту на остров Лантау и далее через мост Цинма в Коулун (автомагистраль Route 8), второй — по подводному тоннелю, ведущему в округ Тхюньмунь, и далее по мосту Шэньчжэнь-Бэй в соседний с Гонконгом мегаполис Шэньчжэнь. На обоих островах оборудованы пункты пограничного контроля.

### Основные части
- Основной мост с тоннелем[35].
- Гонконгский соединяющий участок[36].
- Гонконгский пограничный переход[37].
- Участок Тхюньмунь — Чхеклапкок[38].
- Западный объездной участок Тхюньмуня[39].
- Съезды на автострады в Чжухае[40].

## Товарооборот
Общий объем товарооборота через автодорожный КПП Чжухай за период с момента открытия моста в октябре 2018 года по июль 2024 года достиг 902,19 млрд юаней (более 126 млрд долл. США). Основные товарные группы — свежие продукты и посылки трансграничной электронной коммерции.

## Галерея

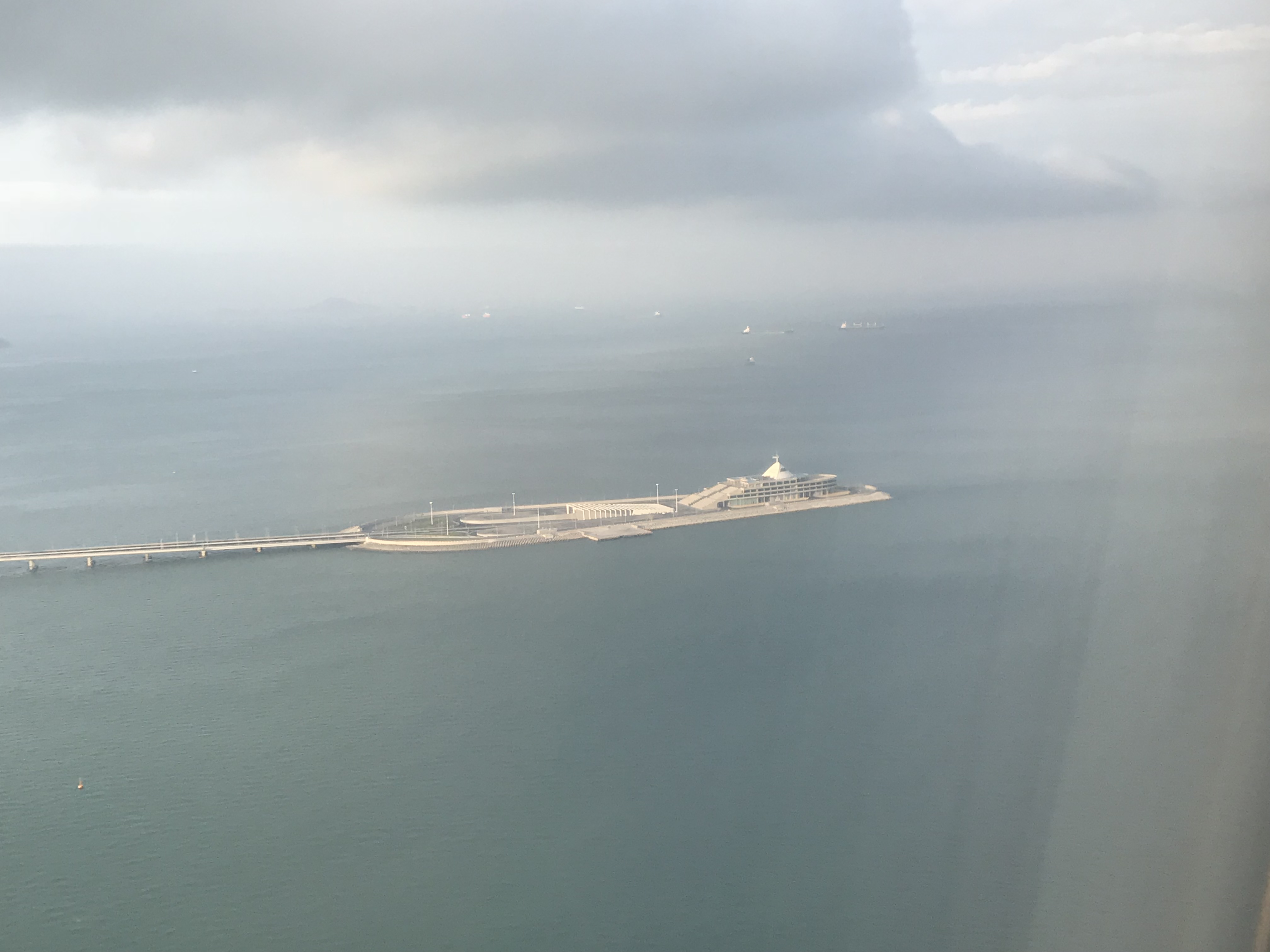
Искусственный остров туннеля
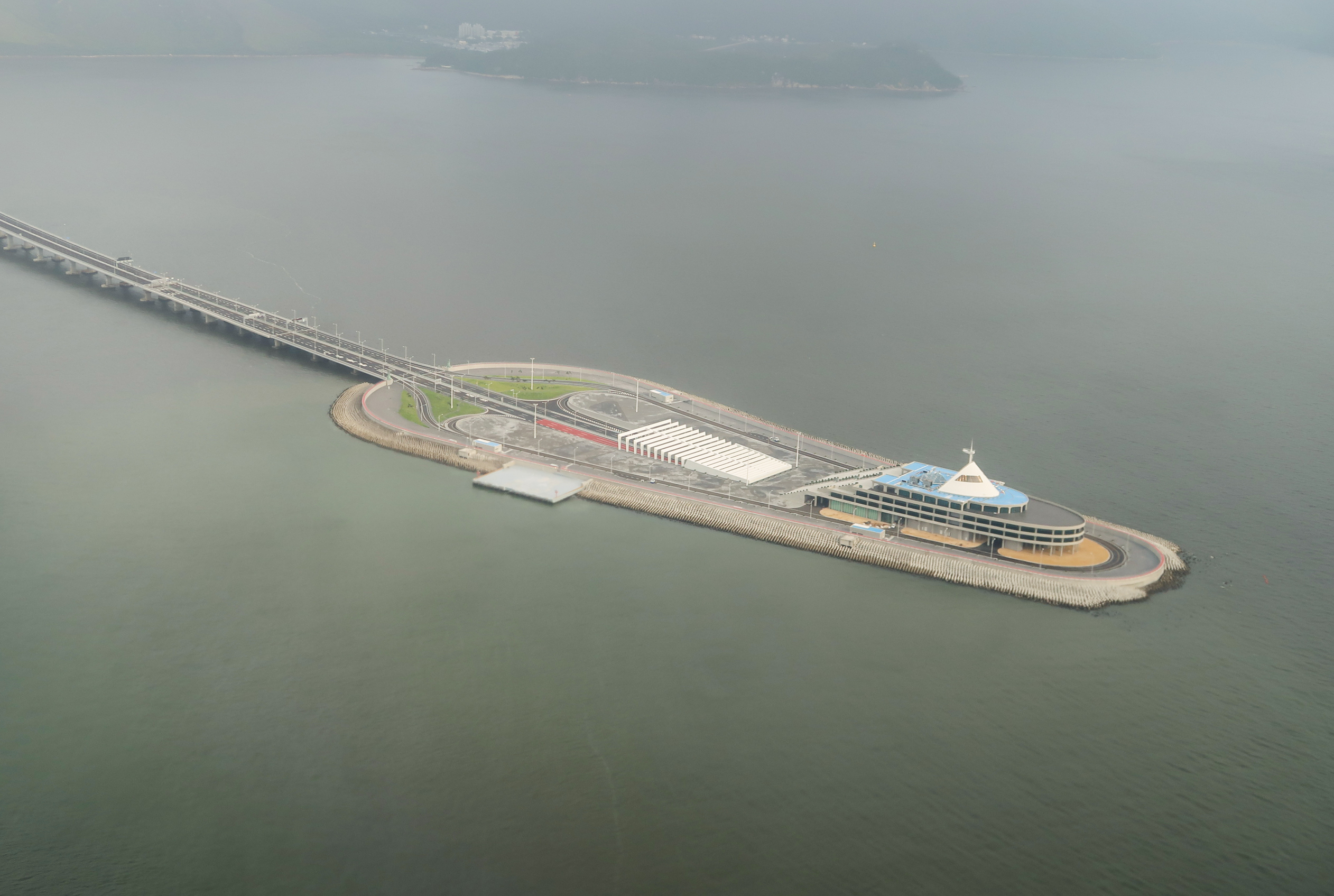
Искусственный остров туннеля
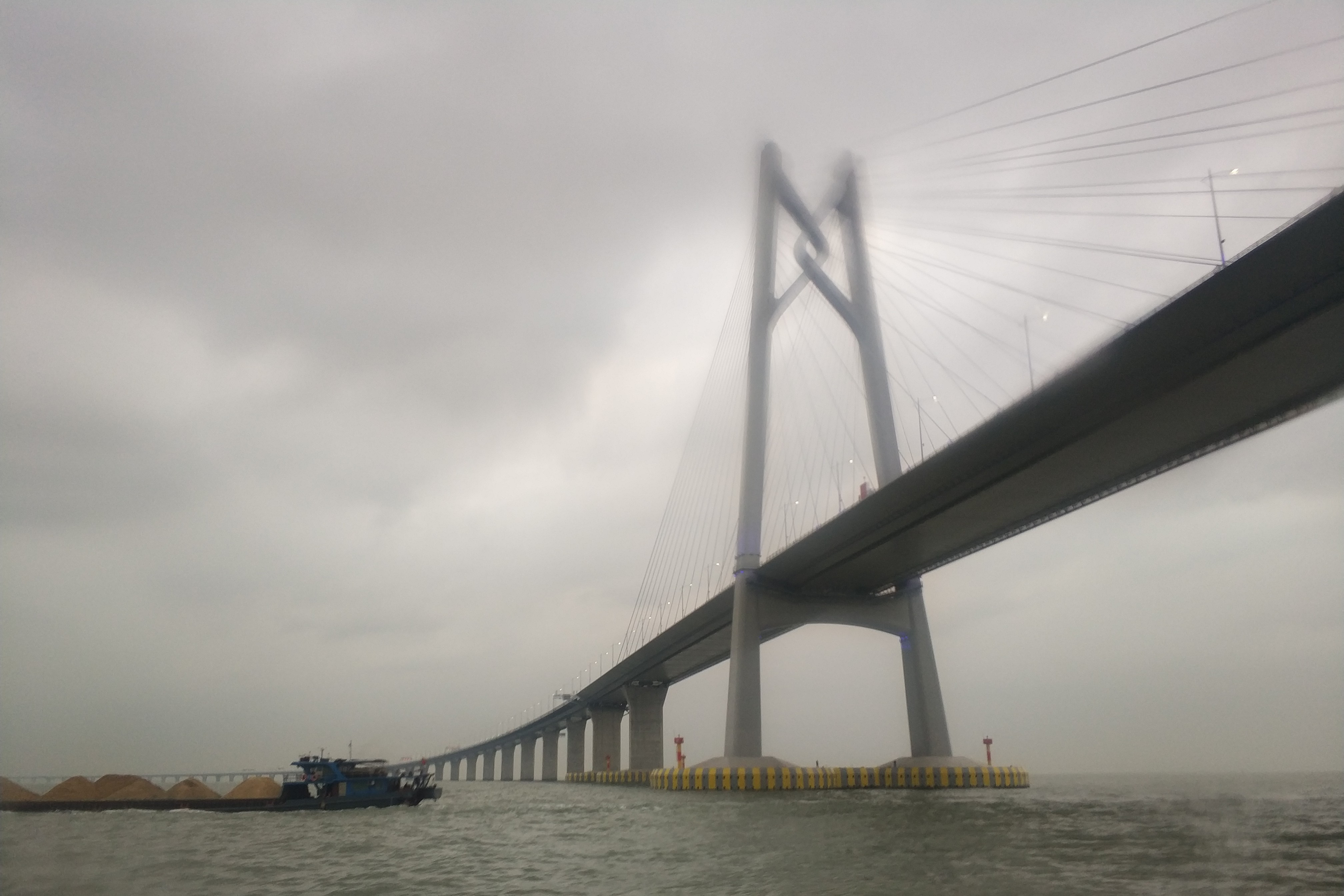
Основной мост
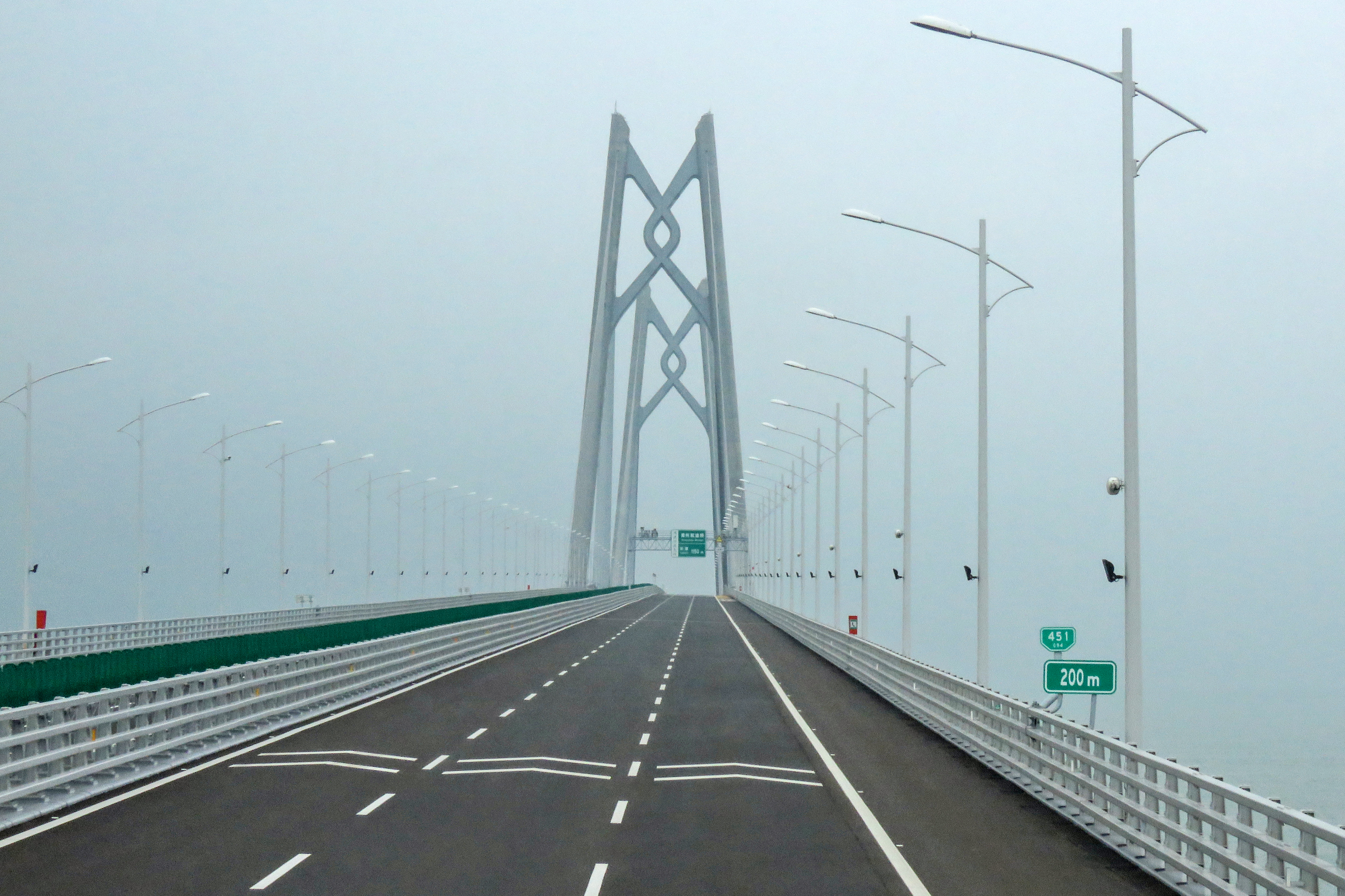
Чжухайская секция моста
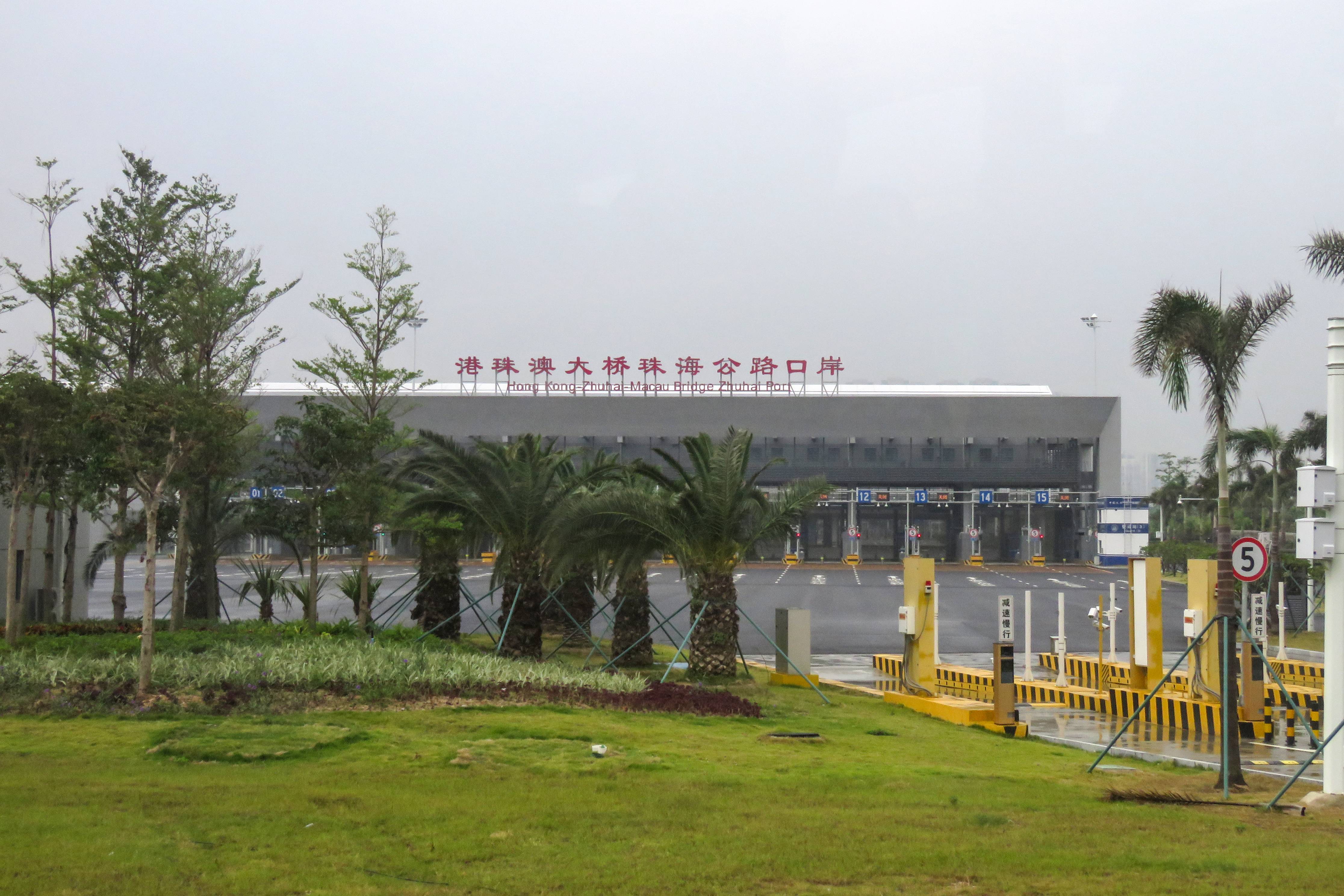
Въезд в Чжухай
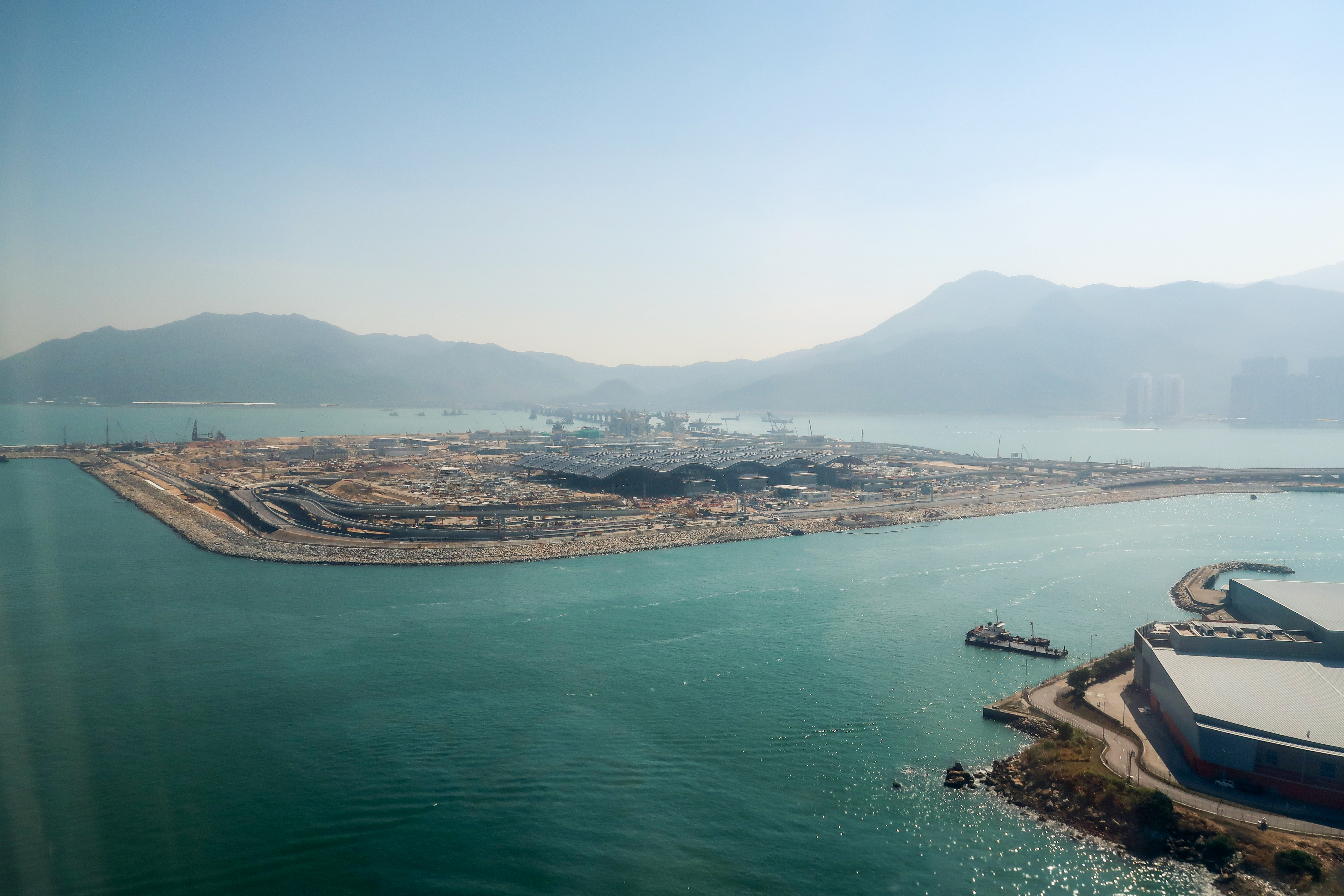
Гонконгский пограничный переход
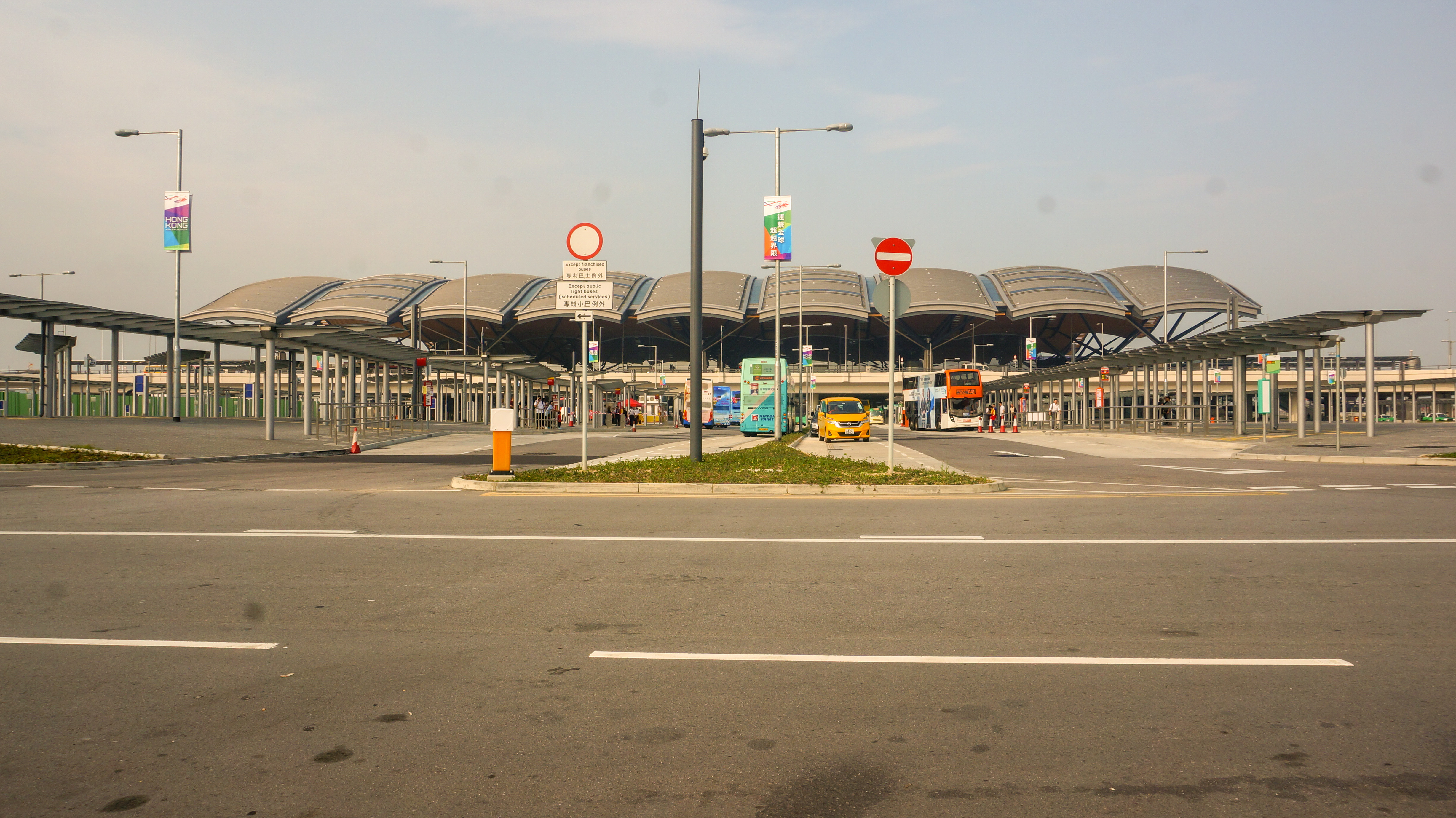
Гонконгский пограничный переход
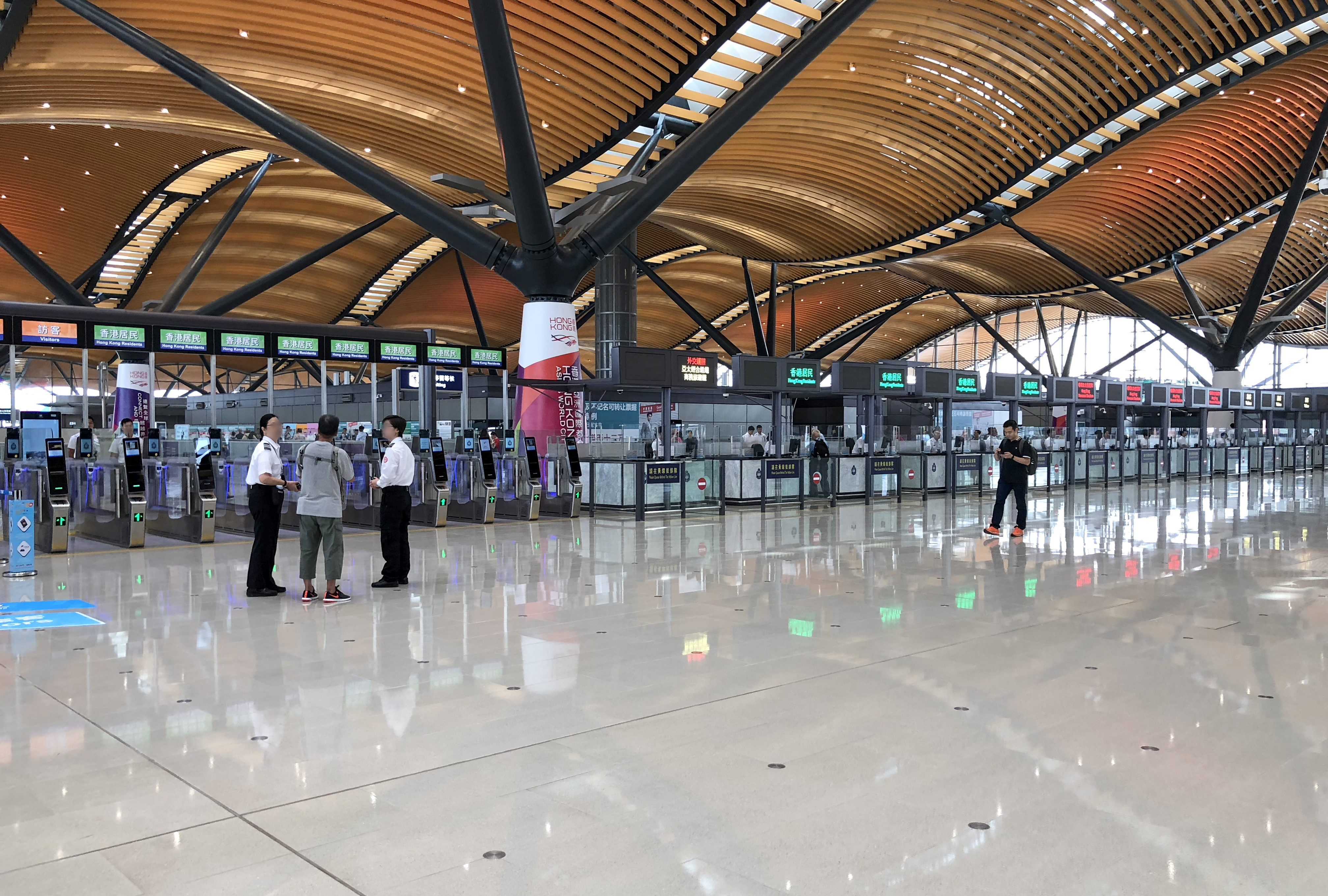
Гонконгский пограничный переход
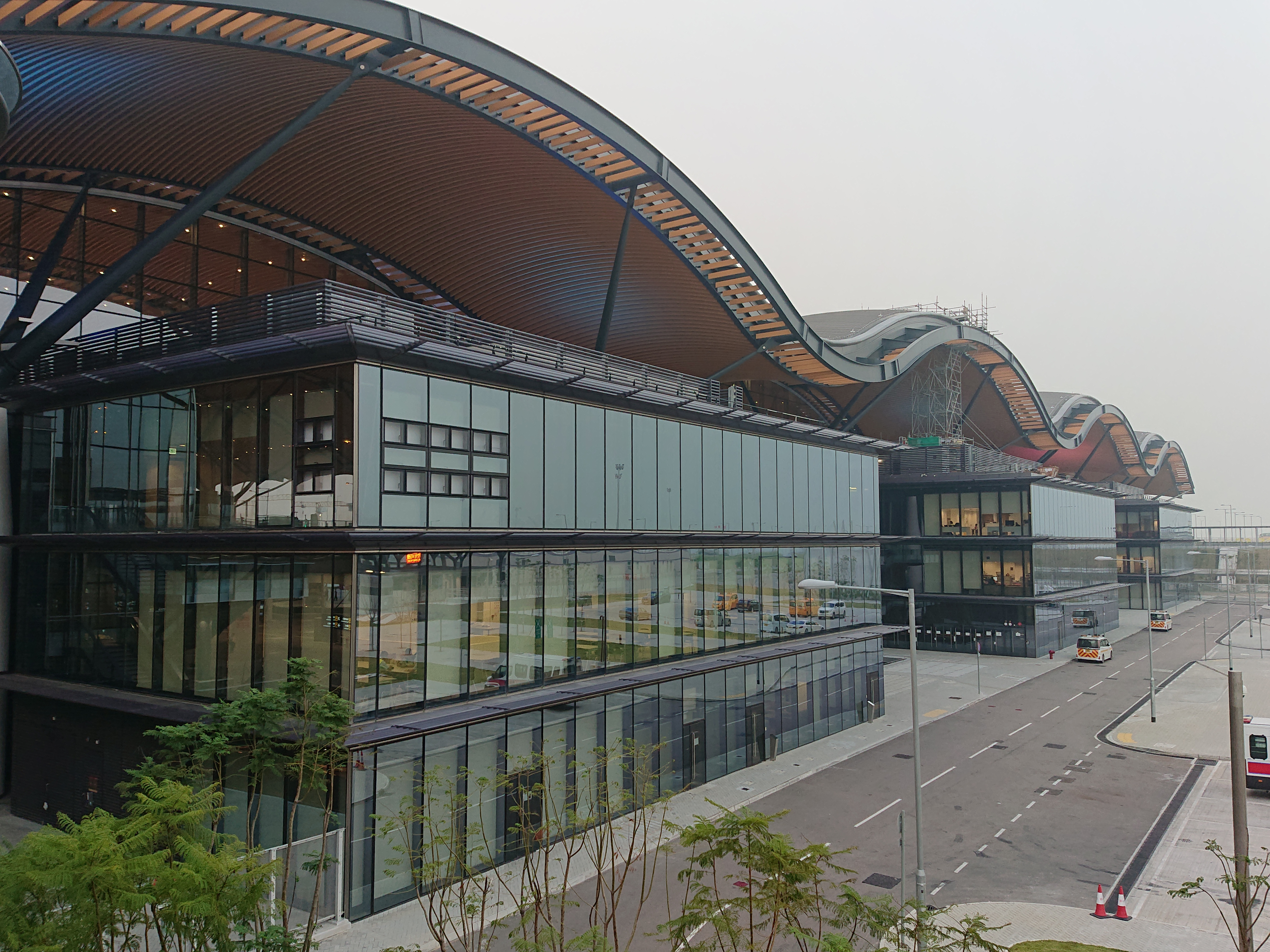
Восточный пассажирский терминал
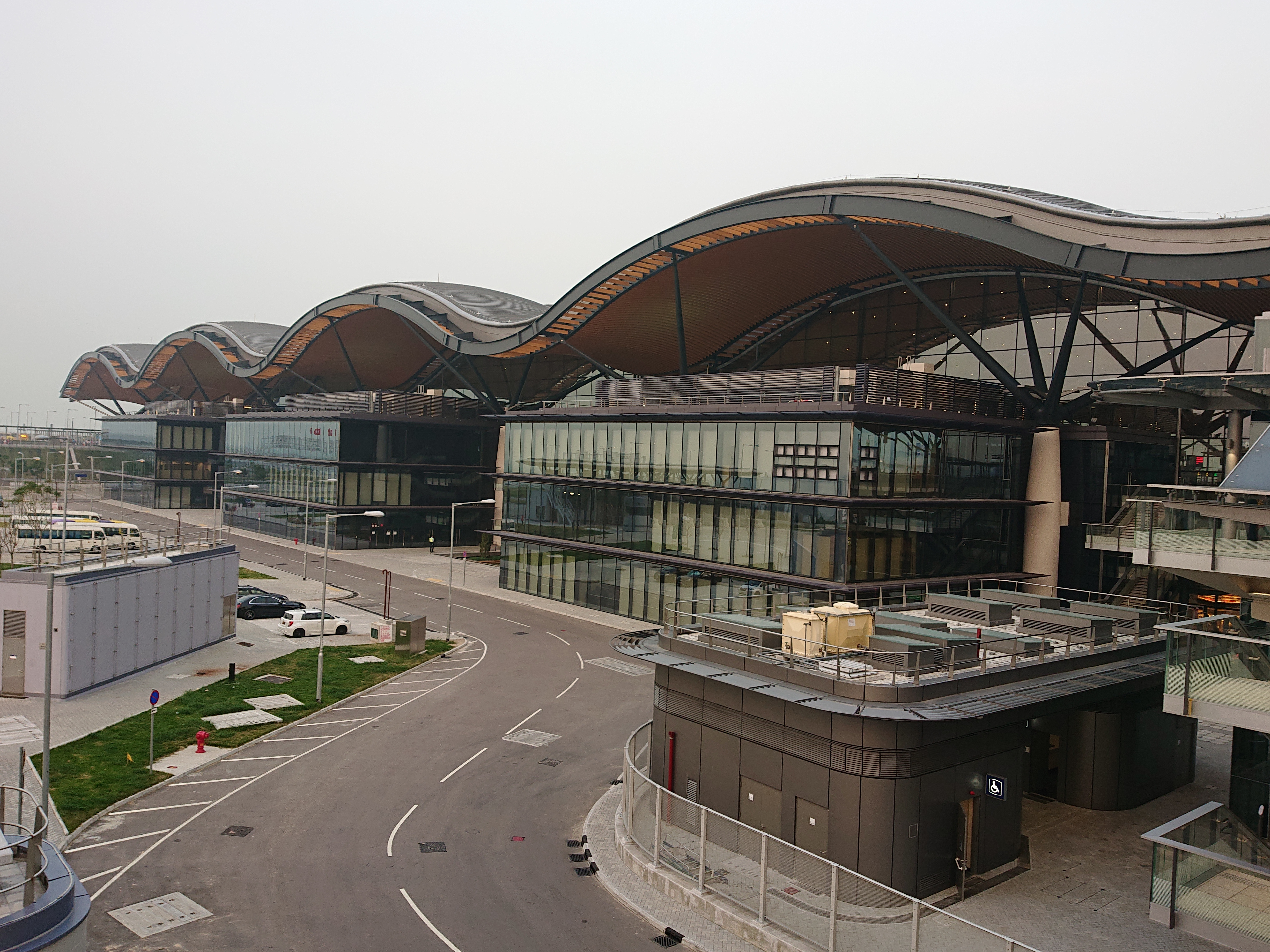
Восточный пассажирский терминал
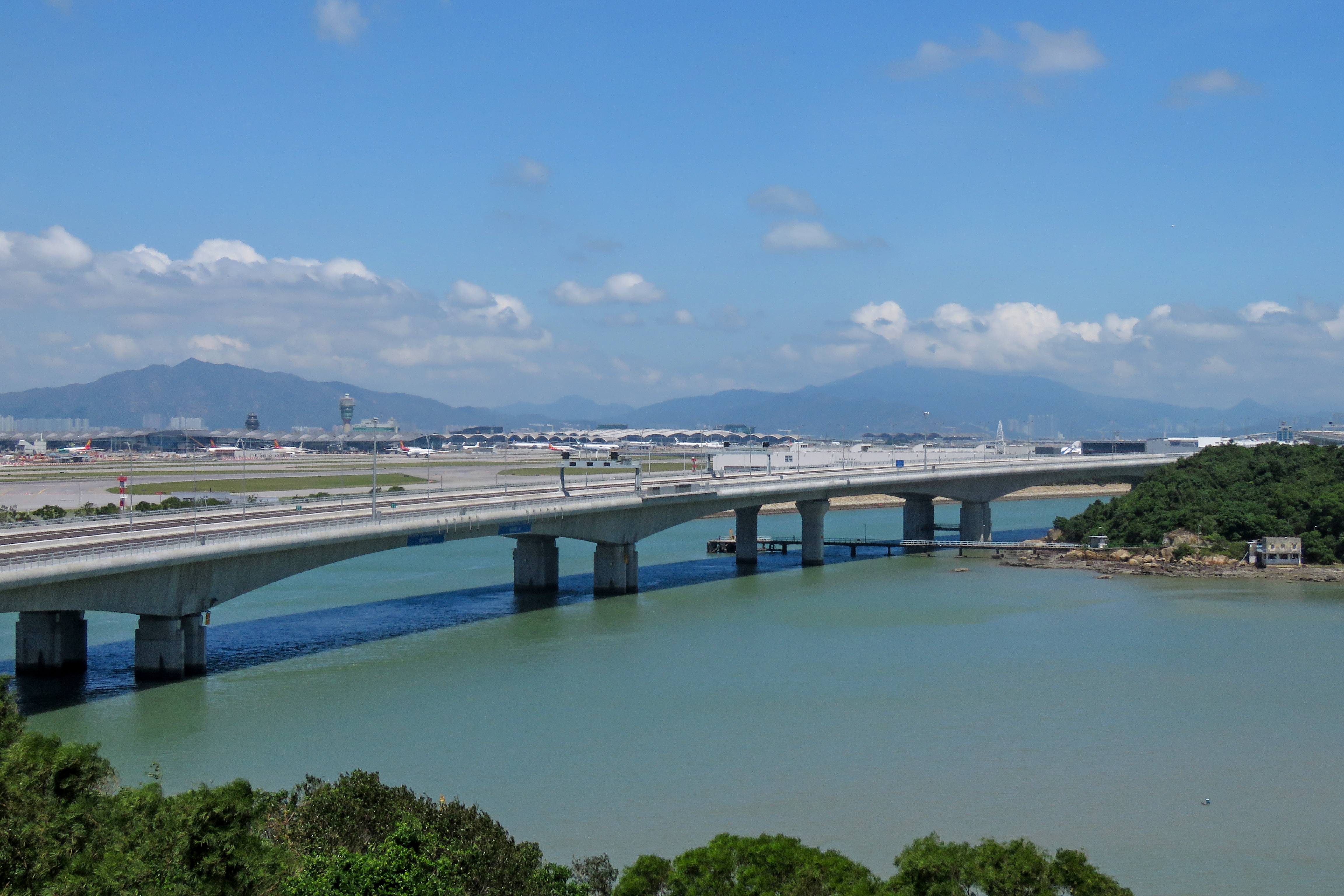
Гонконгский соединяющий участок
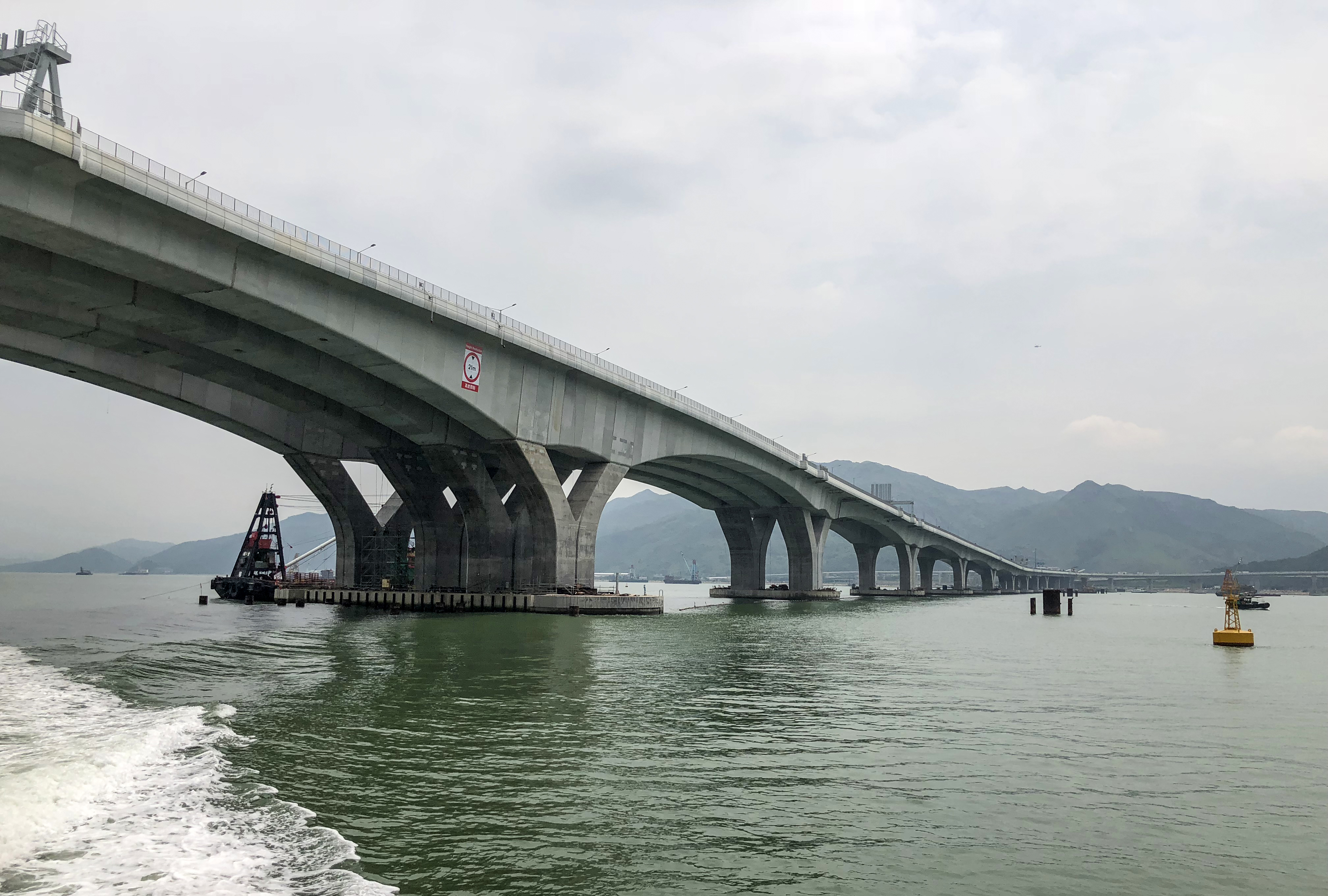
Гонконгский соединяющий участок